# Арефу
Арефу (рум. Arefu) је насеље у општини Арефу у жупанији Арђеш у Румунији. Према попису из 2021. у насељу је било 1.058 становника.

## Становништво
| 1992. | 2002. | 2011. | 2021. |
| ----- | ----- | ----- | ----- |
| 1.928 | 1.473 | 1.291 | 1.058 |

Према попису из 2021. у насељу је живело 1.291 становника што је за 233 мање (-18,05%) у односу на попис из 2011. када је било 1.058 становника.
Према попису из 2011. већину станоништва чинили су Румуни (97,83%).
| Етнички састав према попису из 2011.‍ | Етнички састав према попису из 2011.‍ | Етнички састав према попису из 2011.‍ | Етнички састав према попису из 2011.‍ | Етнички састав према попису из 2011.‍ |
| ------------------------------------ | ------------------------------------ | ------------------------------------ | ------------------------------------ | ------------------------------------ |
|                                      |                                      |                                      |                                      |                                      |
| Румуни                               | Румуни                               |                                      | 1.263                                | 97,83%                               |
| Непознато                            | Непознато                            |                                      | 28                                   | 2,17%                                |